# Lycodes akuugun
Lycodes akuugun är en fiskart som beskrevs av Stevenson och Orr 2006. Lycodes akuugun ingår i släktet Lycodes och familjen tånglakefiskar. Inga underarter finns listade i Catalogue of Life.